# تپه‌ها چشم دارند بخش ۳: شکافنده ذهن
تپه‌ها چشم دارند بخش ۳: شکافنده ذهن (به انگلیسی: The Hills Have Eyes Part III: Mind Ripper) فیلمی محصول سال ۱۹۹۵ و به کارگردانی جو گیتون است. در این فیلم بازیگرانی همچون لانس هنریکسن، جووانی ریبیسی، ناتاشا گرکسون واگنر، کلر استنزفیلد و جان دیهل ایفای نقش کرده‌اند.
این فیلم دنباله فیلم‌های تپه‌ها چشم دارند و تپه‌ها چشم دارند قسمت دوم است.